# Syscia madrensis
Syscia madrensis (лат.) — вид муравьёв рода Syscia из подсемейства Dorylinae (Formicidae).

## Распространение
Встречается в Северной Америке: Мексика (Baja California), США (Аризона, Нью-Мексико). В южной Аризоне колонии найдены в смешанных дубовых сосновых лесах. Относительно большие колонии наблюдались как колонны рабочих, движущихся под камнями.

## Описание

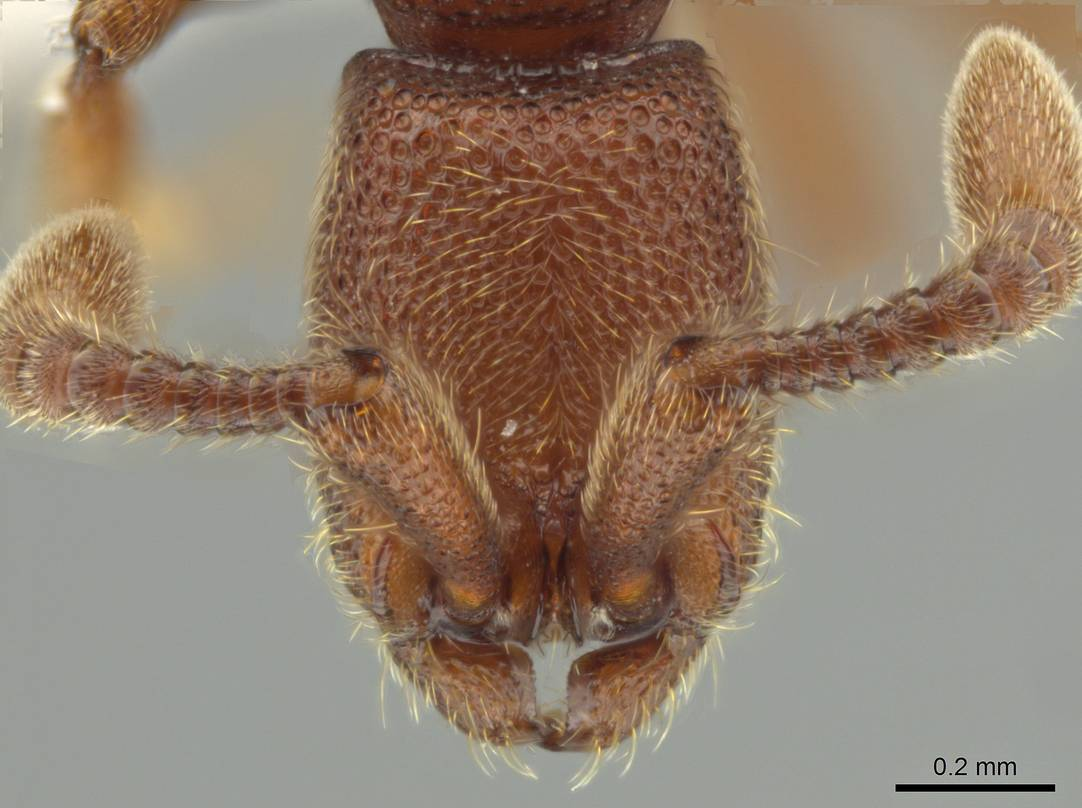
Голова рабочего Syscia madrensis

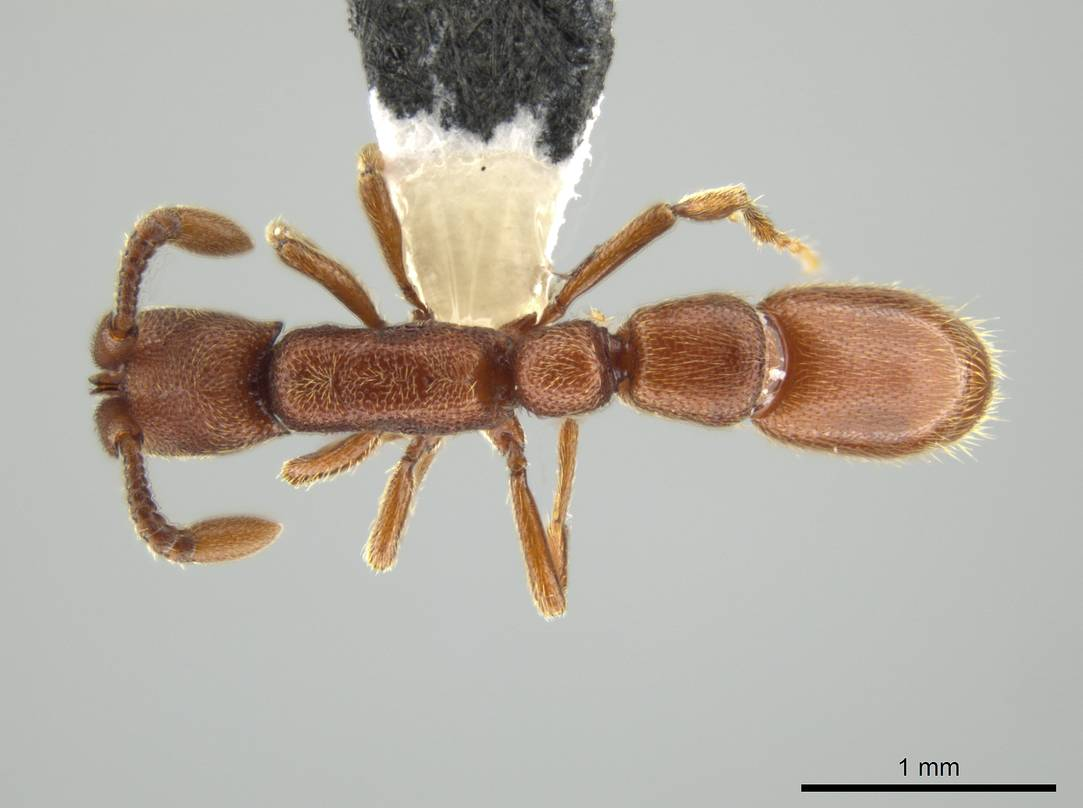
Вид сверху рабочего Syscia madrensis

Мелкие муравьи светло-красно-коричневого цвета (длина около 3 мм). Ширина головы рабочих 0,55—0,58 мм, длина головы 0,69—0,73 мм. Отличаются следующими признаками: затылочный киль хорошо развит и хорошо виден при виде спереди; субпетиолярный отросток субквадратный; абдоминальный сегмент AIII сверху сверху трапециевидный с плоскими боками; AIV сверху с почти плоскими, субпараллельными сторонами, умеренно усеченным передним краем; у AIII и AIV дорсальный профиль плоский; отстоящие волоски отсутствует. Стебелёк двухчлениковый, но явные перетяжки между следующими абдоминальными сегментами отсутствуют. Проното-мезоплевральный шов развит. Оцеллии отсутствуют, сложные глаза редуцированные. Нижнечелюстные щупики рабочих 2-члениковые, нижнегубные щупики состоят из 2 сегментов. Средние и задние голени с одной гребенчатой шпорой. Обнаружены в подстилочном лесном слое. Вид был впервые описан в 2021 году американским мирмекологом Джоном Лонгино и немецким энтомологом Майклом Бранстеттером.